# Hundsrobben

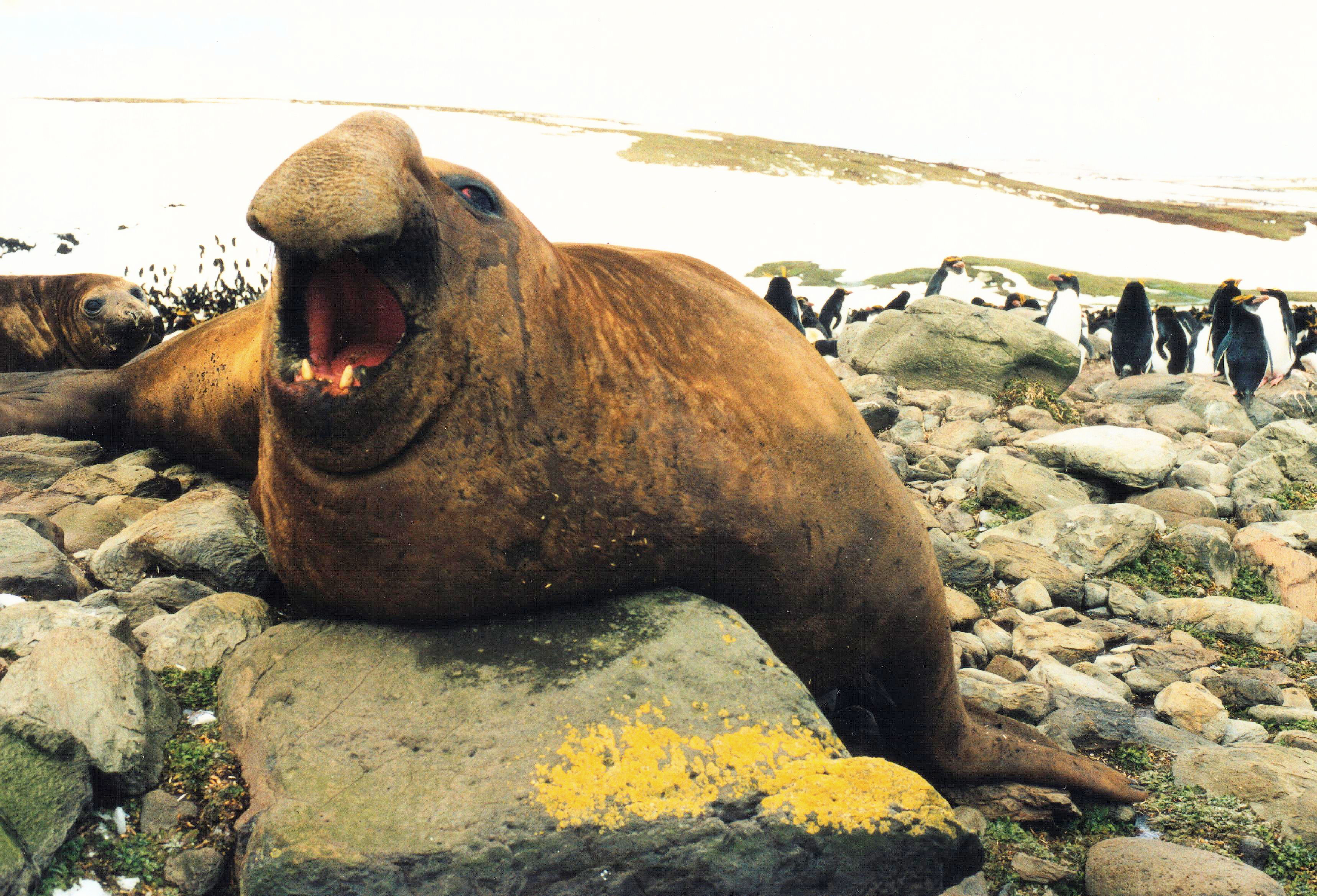
Der Südliche See-Elefant ist die größte Robbe und das größte Raubtier an sich

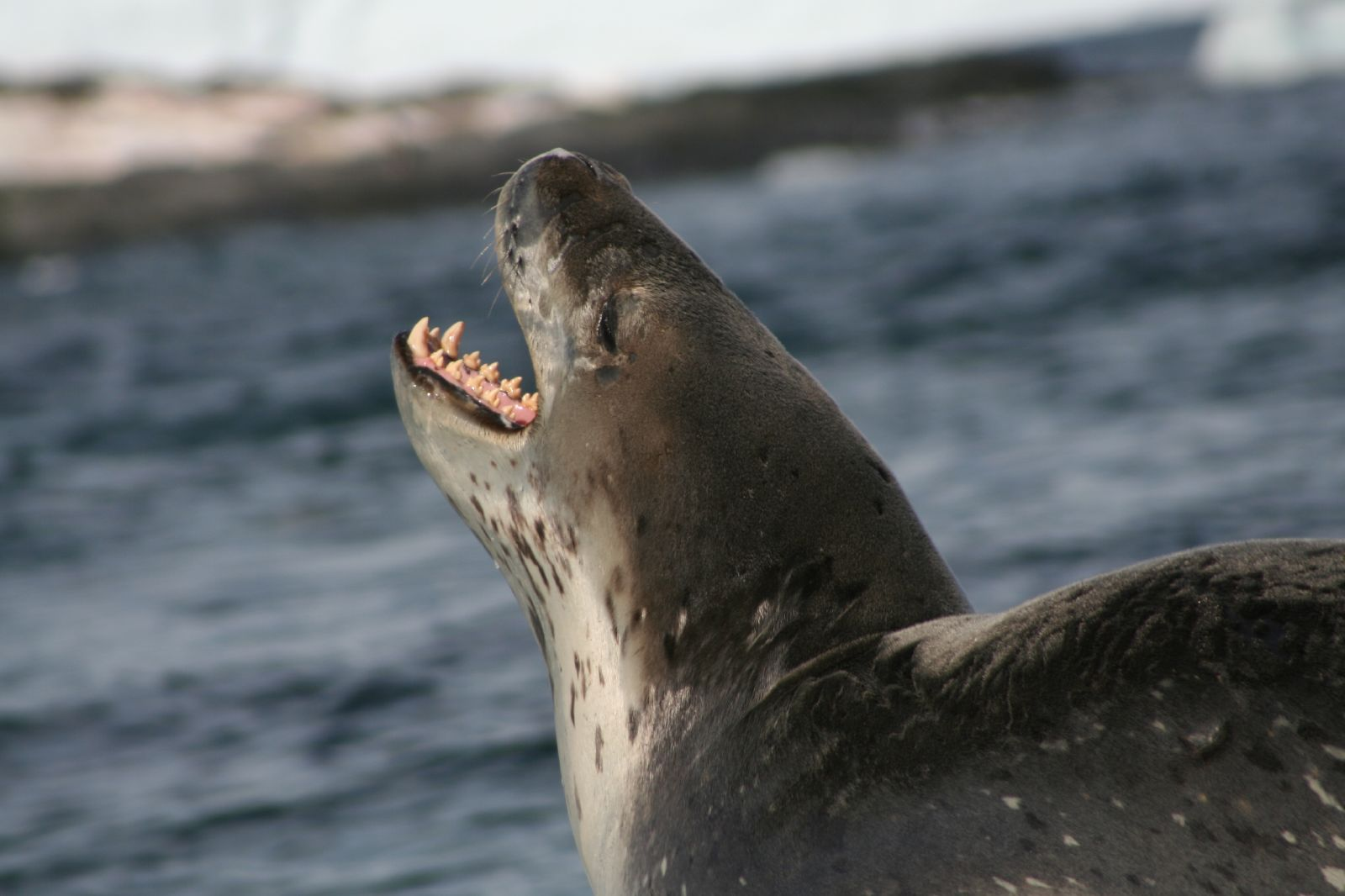
Ein Seeleopard

Die Hundsrobben (Phocidae) sind eine der drei Familien der Robben (Pinnipedia). Sie umfasst gut die Hälfte aller lebenden Robbenarten. Die meisten davon leben im arktischen und antarktischen Ozean; auch in den gemäßigten Breiten sind sie mehrfach vertreten, während in den Tropen nur wenige Arten leben. Seehund und Kegelrobbe, die beiden an deutschen Küsten heimischen Robbenarten, gehören zu den Hundsrobben.

## Merkmale

### Größe und Gewicht
Zu den Hundsrobben gehören sowohl die größten als auch die kleinsten Robben. Im Durchschnitt sind sie allerdings kleiner als die Vertreter der Ohrenrobben und Walrosse. Die kleinsten Arten sind Baikalrobben und Ringelrobben mit Längen zwischen 110 und 140 cm und einem Gewicht von etwas über 50 kg. Den Größenrekord hält der Südliche See-Elefant, dessen Bullen sechseinhalb Meter lang und dreieinhalb Tonnen schwer werden können.
Anders als bei den Ohrenrobben sind Männchen und Weibchen meistens gleich groß, oder die Weibchen sind geringfügig größer als die Männchen. Ausnahmen bilden hier die See-Elefanten und die Klappmützen, bei denen die Bullen erheblich größer sind.

### Fell
Hundsrobben haben ein spärliches Haarkleid. Während die Ohrenrobben ihr Fell kontinuierlich erneuern, gibt es für Hundsrobben einmal jährlich eine Zeit, in der sie das gesamte Haarkleid abstoßen und ersetzen. Die Blutgefäße versorgen dann die Haut, wo die neuen Haare entstehen, was zu einem Wärmeverlust führt. Deshalb halten sich Hundsrobben in dieser Zeit besonders oft an Land auf und gehen seltener als sonst ins Wasser. Durch den Fellwechsel kommt es bei manchen Hundsrobben zu jahreszeitlichen Farbänderungen; das neue Fell wirkt besonders kräftig und glänzend, verblasst aber im Laufe der Monate deutlich.
See-Elefanten stoßen gleichzeitig mit dem Haarkleid auch die oberste Schicht ihrer Haut ab, die sich dann in großen Stücken löst.

### Flossen

Skelettbau einer Hundsrobbe (unten) im Vergleich zu einer Ohrenrobbe (oben)

Wie unter Fortbewegung geschildert, sind die Vorderflossen der Hundsrobben gegenüber denen der Ohrenrobben erheblich verkleinert. Jede Zehe endet für gewöhnlich in einer kräftigen Kralle – diese ist lediglich bei einigen antarktischen Arten rückgebildet. Mit Hilfe dieser Krallen können sich Hundsrobben im Erdboden verankern oder Höhlen in den Schnee graben.
Bei den Hinterflossen ist stets die äußerste Zehe die längste. Auch die Hinterflossen enden oft in Krallen, die allerdings weitgehend funktionslos sind. Zahlreiche Hundsrobben der Südhemisphäre haben an den Hinterflossen überhaupt keine Krallen.

### Skelett und Muskulatur
Die stärkste Muskelkonzentration liegt bei den Hundsrobben, anders als bei den Ohrenrobben, nicht im Schulterbereich, sondern in der Lendengegend. Der Musculus longissimus und der Musculus iliocostalis sind hier die am kräftigsten entwickelten Muskeln.
Hundsrobben scheinen keinen sichtbaren Hals zu haben, der Kopf setzt direkt am Körper an. Sie haben aber dennoch wie nahezu alle Säugetiere sieben Halswirbel (Ausnahmen: Rundschwanzseekühe und Faultiere). Der Halsbereich ist mit kräftigen Muskeln durchsetzt. Beim Schwimmen wird der Kopf gewöhnlich abwärts gerichtet, kann aber zum Ergreifen einer Beute blitzschnell gestreckt werden.

## Fortbewegung
Von der anderen großen Robbenfamilie, den Ohrenrobben, unterscheiden sich Hundsrobben vor allem durch eine Verlagerung des Antriebs an das hintere Körperende. Während Ohrenrobben im Wasser gleich einem Pinguin durch kräftige Schläge der muskulösen Vorderflossen ihren Antrieb bekommen, werden die viel kleineren und schwächeren Vorderflossen der Hundsrobben beim Schwimmen dicht an den Körper angelegt. Dagegen bilden die Hinterflossen große Flächen, die durch die weite Spreizung der Zehen zustande kommen. Mit Schlägen der Hinterflossen bewegen sich Hundsrobben im Wasser fort.
Diese Merkmale stellen eine bessere Anpassung an das Wasserleben dar, als sie bei den Ohrenrobben gegeben ist. Dies geht allerdings auf Kosten der Fortbewegung an Land, die bei den Hundsrobben unbeholfen wirkt. Da die Vorderflossen nicht mehr tauglich sind, den Körper zu stützen, und auch die Hinterflossen nicht unter den Körper geschoben werden können, bewegen sich Hundsrobben auf dem Bauch kriechend vorwärts. Sie krümmen dazu den Rücken, bewegen den Hinterkörper nach vorn und schieben dann die Brustpartie vorwärts. Weil diese Fortbewegung sehr mühsam ist, versuchen sie sich oft auch durch seitwärtiges Rollen zu bewegen. Weniger nachteilig ist die Fortbewegungsweise der Hundsrobben in Eis und Schnee, wo auch ein geringer Antrieb ausreicht, den Körper über die glatte Oberfläche gleiten zu lassen.
Oft sah man in den Ohrenrobben die „primitivere“ und in den Hundsrobben die „fortgeschrittenere“ Gruppe. Die moderne Systematik vermeidet allerdings solche Einordnungen, und zudem sind fossile Überreste beider Taxa etwa gleich alt.

## Lebensweise
In der Regel bilden Hundsrobben keine großen Kolonien wie die Ohrenrobben. Die meisten Arten sind einzelgängerisch oder leben in kleinen Verbänden. Als Ausnahme haben die See-Elefanten eine den Ohrenrobben ähnliche Sozialstruktur mit kämpfenden Männchen, die über Harems wachen. 
Die meisten Hundsrobben ernähren sich von Fischen und anderen Meerestieren wie Kopffüßern und Krebstieren. Speziellere Ernährungsweisen finden sich vor allem bei antarktischen Arten. Für die Rossrobbe stellen die Kopffüßer den Großteil der Nahrung. Einen Nahrungsspezialisten stellt der Krabbenfresser dar, der durch seine Lebensweise und vor allem durch sein filterndes Gebiss auf den Antarktischen Krill und andere Kleintiere als Ernährungsgrundlage angepasst ist. Zu größeren Anteilen als von Fisch ernährt sich der Seeleopard einerseits von Antarktischem Krill, andererseits von der Jagd auf größere Tiere wie andere Robbenarten und Pinguine. Neben dem Schwertwal und den Haien gehört er zu den effektivsten Raubtieren des Südpolarmeeres. Auch die im Nordatlantik und seinen Randmeeren lebende Kegelrobbe jagt neben ihrer vornehmlichen Nahrung aus Fischen größere Meeressäuger wie Seehunde und Jungtiere der eigenen Art; vor allem ist sie ein bedeutender Fressfeind für den Gewöhnlichen Schweinswal.
Ein häufiger Parasit bei Hundsrobben ist der Lungenwurm Otostrongylus circumlitus, der Fische als Zwischenwirt benutzt.

## Systematik
Die Hundsrobben sind ohne Zweifel monophyletisch. Fossil sind sie seit dem mittleren Miozän bekannt. Seitdem hat sich ihr Verbreitungsgebiet beständig ausgedehnt.
Die Hundsrobben werden oft in eine Anzahl von Unterfamilien unterteilt. Eine gängige Methode ist es, die Hundsrobben der Südhalbkugel als Monachinae von den Hundsrobben der Nordhalbkugel (Phocinae) abzutrennen. Die Monachinae sind dabei durch einen verkürzten ersten Mittelhandknochen der Vorderflossen sowie verkümmerte Krallen an den Hinterflossen gekennzeichnet.
Die nachstehende Unterteilung richtet sich nach Wilson & Reeder 2005, das Kladogramm zeigt den heutigen Stand über die verwandtschaftliche Analyse der Hundsrobben und stammt aus der Erstbeschreibung von Neomonachus von 2014.
- Unterfamilie Monachinae
  - Gattung Monachus
    - Mittelmeer-Mönchsrobbe (Monachus monachus)

  - Gattung Neomonachus[4]
    - Hawaii-Mönchsrobbe (Neomonachus schauinslandi)
    - Karibische Mönchsrobbe (Neomonachus tropicalis); ausgestorben.

  - Gattung See-Elefanten (Mirounga)
    - Nördlicher See-Elefant (Mirounga angustirostris)
    - Südlicher See-Elefant (Mirounga leonina)

  - Gattung Ommatophoca
    - Rossrobbe (Ommatophoca rossii)

  - Gattung Lobodon
    - Krabbenfresser (Lobodon carcinophaga)

  - Gattung Hydrurga
    - Seeleopard (Hydrurga leptonyx)

  - Gattung Leptonychotes
    - Weddellrobbe (Leptonychotes weddellii)
- Unterfamilie Phocinae
  - Gattung Cystophora
    - Klappmütze (Cystophora cristata)

  - Gattung Erignathus
    - Bartrobbe (Erignathus barbatus)

  - Gattung Histriophoca
    - Bandrobbe (Histriophoca fasciata)

  - Gattung Echte Hundsrobben (Phoca)
    - Largha-Robbe (Phoca largha)
    - Seehund (Phoca vitulina)

  - Gattung Pagophilus
    - Sattelrobbe (Pagophilus groenlandicus)

  - Gattung Pusa
    - Ringelrobbe (Pusa hispida)
    - Kaspische Robbe (Pusa caspica)
    - Baikalrobbe (Pusa sibirica)

  - Gattung Halichoerus
    - Kegelrobbe (Halichoerus grypus)

## Belege
1. ↑  Mardik F. Leopold, Lineke Begeman, Judith D. L. van Bleijswijk, Lonneke L. IJsseldijk, Harry J. Witte, Andrea Gröne: Exposing the grey seal as a major predator of harbour porpoises. In: Proceedings of the Royal Society Series B. Band 282, Nr. 1798, 7. Januar 2015, doi:10.1098/rspb.2014.2429 (englisch, open access).
2. ↑  Roy C. Anderson: Nematode Parasites of Vertebrates: Their Development and Transmission. CABI, 2000, ISBN 978-0-85199-786-5, S. 155.
3. ↑  Don E. Wilson & DeeAnn M. Reeder (Hrsg.):  Phocidae (Memento des Originals vom 17. Mai 2014 im Internet Archive)  Info: Der Archivlink wurde automatisch eingesetzt und noch nicht geprüft. Bitte prüfe Original- und Archivlink gemäß Anleitung und entferne dann diesen Hinweis. in Mammal Species of the World. A Taxonomic and Geographic Reference (3rd ed).
4. 1 2  Dirk-Martin Scheel, Graham Slater, Sergios-Orestis Kolokotronis, Charles Potter, David Rotstein, Kyriakos Tsangaras, Alex Greenwood, Kristofer M. Helgen: Biogeography and taxonomy of extinct and endangered monk seals illuminated by ancient DNA and skull morphology. ZooKeys 409 (2014), Pages: 1–33, doi: 10.3897/zookeys.409.6244